# Zenobiusz Bednarski
Zenobiusz Michał Bednarski (ur. 1 stycznia 1923 w Pińczowie, zm. 29 września 2014 w Gdańsku) – polski lekarz ftyzjatra, doktor nauk medycznych, historyk medycyny.

## Życiorys

### Pochodzenie i wczesne lata
Był synem Michała (ur. 21 września 1896 r, zm. 4 lutego  1934 r.) i Antoniny z Zielińskich (ur. 13 stycznia 1900 r., zm. 11 kwietnia 1989 r., bratem Henryka Kazimierza (ur. 9 grudnia 1926 r. zm. 8 lutego 1927 r.) i Marty Antoniny (ur. 16 marca 1928 r. zm. 27 marca 1928 r.). 

### II Wona Światowa
W chwili wybuchu II wojny światowej przebywał w Pińczowie; przez pewien czas uczęszczał na tajne komplety oraz pracował jako robotnik melioracyjny. W lipcu 1943 został skierowany na przymusowe roboty w kamieniołomach marmuru w Rykoszynie, gdzie po kilku tygodniach przeżył spalenie obozu przez oddział Armii Krajowej. W ramach robót wykonywał także prace przy wymianie szyn i rozjazdów oraz zakładaniu kolejowych linii telefonicznych w okolicach Kielc. W lipcu 1944 zbiegł z obozu kieleckiego, ale już jesienią tegoż roku ponownie trafił na roboty, tym razem przy kopaniu rowów strzeleckich, bunkrów i innych umocnień wojskowych w okolicy Pińczowa.

### Studia lekarskie i działalność zawodowa
W lutym 1945 powrócił do przerwanej nauki i w czerwcu 1946 zdał maturę w Gimnazjum i Liceum im. Hugona Kołłątaja w Pińczowie. Rozpoczął wówczas studia na Wydziale Lekarskim Akademii Lekarskiej w Gdańsku, wkrótce przemianowanej na Akademię Medyczną. Dyplom lekarza uzyskał 5 kwietnia 1952. Po bezskutecznych staraniach o zatrudnienie w Klinice Chorób Zakaźnych macierzystej uczelni, skierowany został do Państwowego Sanatorium Przeciwgruźliczego w Prabutach (został tam zatrudniony na podstawie nakazu pracy nr 299, wystawionego w dniu 29 maja 1952 r.). Był tam lekarzem od 1 lipca 1952 do września 1953. Pracował na oddziale III, kierowanym przez dr S. Galubę. 
Jesienią 1953 przeniósł się do Olsztyna; pracował początkowo w Ośrodku Zdrowia mieszczącym się w Starym Ratuszu, a od stycznia 1954 w Centralnej Wojewódzkiej Przychodni Przeciwgruźliczej. Z inicjatywy dyrektora tej placówki Czesława Zaworskiego rozpoczął szczepienia przeciwgruźlicze BCG noworodków metodą śródskórną dwupunktową, zastępując szczepienia doustne. Zebrane z tej akcji obserwacje przedstawił w publikacji Śródskórne szczepienia BCG noworodków metodą dwupunktową (z Cz. Zaworskim i A. Krzyszkowską). W 1956 uzyskał specjalizację I stopnia, a dwa lata później II stopnia w zakresie ftyzjatrii.

### Pełnione funkcje i obejmowane stanowiska
Od lipca 1957 był ordynatorem, a od stycznia 1959 ordynatorem II Oddziału w Państwowym Sanatorium Przeciwgruźliczym w Olsztynie (od 1970 pod nazwą Szpital Specjalistyczny Zespołu Gruźlicy i Chorób Płuc). W latach 1961–1969 kierował działem rehabilitacji Wojewódzkiej Przychodni Przeciwgruźliczej. W 1956 zorganizował i przez dziewięć lat kierował Półsanatorium Akademickim dla chorych na gruźlicę studentów Wyższej Szkoły Rolniczej. Od 1958 roku był biegłym sądowym Okręgowego Sądu Ubezpieczeń Społecznych w Olsztynie.
W olsztyńskim sanatorium przeciwgruźliczym Bednarski zainicjował badania bronchoskopowe (1957), cienkoigłową biopsję płuc (1970), wykonywanie odcisków z wycinków oskrzelowych i ich badanie cytologiczne (1977). Był wieloletnim koordynatorem badań nad metodami leczenia nowo wykrytej gruźlicy płuc w województwie olsztyńskim, współpracując z zespołem profesora Mariana Zierskiego w II Klinice Gruźlicy i Chorób Płuc Instytutu Gruźlicy, Ośrodek Badań w Łodzi, oraz z Zespołem Naukowo-Badawczym ds. Chemioterapii Gruźlicy. W zakresie chirurgicznego leczenia chorób płuc i nowotworów oskrzeli współpracował z profesorem Stanisławem Mlekodajem z gdańskiej Akademii Medycznej.
Stopień doktora nauk medycznych uzyskał 15 maja 1975 na Akademii Medycznej w Gdańsku, przedstawiając rozprawę Polacy na Wydziale Lekarskim Uniwersytetu Dorpackiego w latach 1802–1889 (promotor profesor Tadeusz Bilikiewicz). 

### Ostatnie lata
W czerwcu 1991 przeszedł na emeryturę, pracował na pół etatu jeszcze do czerwca 1996. W latach 1992–2002 redagował „Biuletyn Lekarski”, organ Okręgowej Warmińsko-Mazurskiej Izby Lekarskiej w Olsztynie, a od 1993 był sekretarzem redakcji „Rocznika Medycznego”, periodyku naukowego środowiska lekarskiego Warmii i Mazur.
Zmarł 29 września 2014 w Gdańsku. Został pochowany 3 października 2014 na cmentarzu katolickim w Sopocie (sektor B2-3-13).

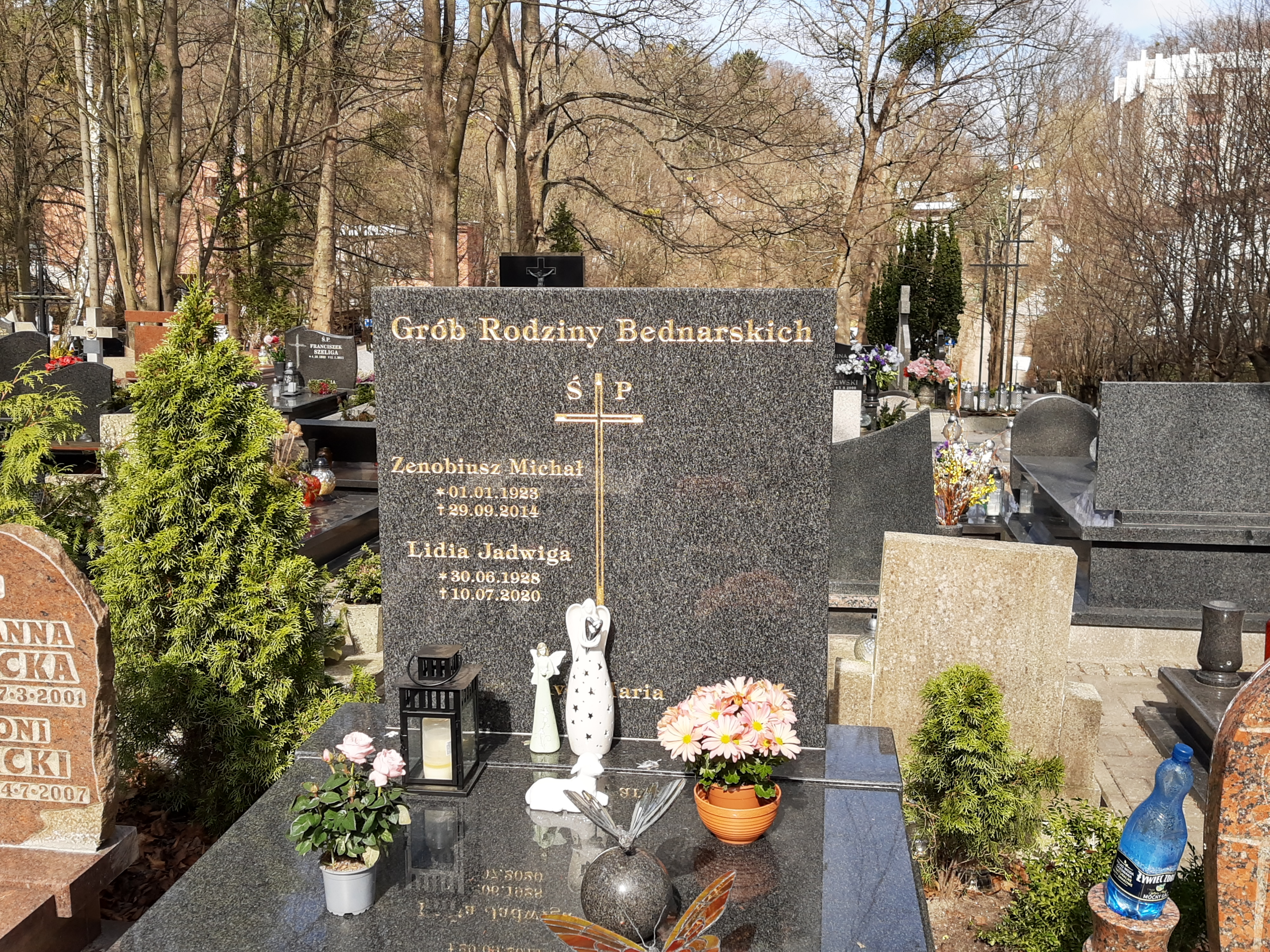
Grób Zenobiusza Bednarskiego na cmentarzu katolickim w Sopocie

## Życie prywatne
Był żonaty z Lidią Jadwigą Wilamowską (ur. 1928), nauczycielką geografii w liceum w Olsztynie, z którą miał trzy córki: Ewę (ur. 1954), absolwentkę Wydziału Ochrony Wód i Rybactwa Śródlądowego Akademii Rolniczo-Technicznej w Olsztynie, Hannę (ur. 1955), lekarza pediatrę i Iwonę (ur. 1959), doktora nauk medycznych, anestezjologa. 

## Publikacje
Do 1995 ogłosił 204 publikacje, część poświęconych gruźlicy i chorobom płuc, część z historii medycyny. 
Wśród prac medycznych można wymienić m.in. Zapalenie płuc wywołane przez pałeczki Klebsiella pneumoniae powikłane wysiękowym zapaleniem osierdzia (1977) i Ciała obce w drzewie tchawiczo-oskrzelowym ludzi dorosłych (1990), obie wyróżnione przez Oddział Olsztyński Polskiego Towarzystwa Lekarskiego. 
Z historii medycyny Bednarski ogłosił m.in. opracowanie Bibliografia prac lekarzy Warmii i Mazur za lata 1975–1992 (1992), słowniki biograficzne Lekarze Warmii i Mazur 1945–1995 (1997) i Lekarze Warmii i Mazur 1945–1999 (1999), a także kilka rozpraw dotyczących związków Polaków z uniwersytetem w Dorpacie - Egzamin wstępny na uniwersytet w Dorpacie przed 120 laty na podstawie listów Stanisława Janikowskiego, Historia powstania, sylwetki założycieli i członków zarządu Towarzystwa byłych Wychowanków Cesarskiego Uniwersytetu Juriewskiego (dawnego Dorpackiego) w Warszawie, Polacy na Wydziale Lekarskim Uniwersytetu Dorpackiego w latach 1802–1889 (rozprawa doktorska, wydana przez Ośrodek Badań Naukowych im. Wojciecha Kętrzyńskiego w Olsztynie w 2002), Polacy na Wydziale Lekarskim Uniwersytetu Dorpacko-Jurjewskiego w latach 1889–1918 i Estońskiego Uniwersytetu Narodowego w latach 1919–1940 (2005). Wspólnie z córkami Iwoną i Hanną wydał opracowanie Polscy medycy, dentyści, farmaceuci, pielęgniarki i położne na uniwersytetach bejruckich w latach 1941–1952 (Olsztyn 2010).
Ponadto na łamach „Rocznika Medycznego” Bednarski ogłosił wspomnienia Moje życie po otrzymaniu nakazu pracy (1996, tom IV).
W 2016 roku ukazała się książka „Chciałbym Ci o tym opowiedzieć” -wspomnienia doktora Zenobiusza Bednarskiego Opracowana przez córkę Iwonę Bednarską-Żytko.

## Ordery i odznaczenia[4]
- Krzyż Kawalerski Orderu Odrodzenia Polski (26 marca 1986)
- Srebrny Krzyż Zasługi (26 czerwca 1969)
- Medal 40-lecia Polski Ludowej (22 lipca 1984)
- Odznaka honorowa „Za wzorową pracę w służbie zdrowia” (1974)
- Odznaka honorowa „Zasłużony dla Warmii i Mazur” (1977)
- Odznaka Polskiego Towarzystwa Ftyzjopneumologicznego II stopnia (1979)
- Odznaka „Zasłużony Lekarz Warmii i Mazur” (2005)[5]